# Boljevac (Kruševac)
Boljevac (serbisch-kyrillisch Бољевац) ist ein Ort in der serbischen Gemeinde Kruševac.
Der Ort hat 139 Einwohner (Zensus 2011).